# 格盧霍瓦
51°3′16″N 28°23′22″E / 51.05444°N 28.38944°E
格盧霍瓦（烏克蘭語：Глухова），是烏克蘭北部的村莊，隸屬日托米爾州的科羅斯滕區。該村始建於1651年，面積0.49平方公里，海拔高度176米，2001年人口189，人口密度每平方公里385.71人。